# 汪海洋
汪 海洋（おう かいよう、Wāng Hǎiyáng、1830年 - 1866年）は、太平天国の指導者の一人。
安徽省滁州全椒県出身。翼王石達開が天京を離れて独自行動に出るとそれに従ったが、1860年、 広西省で彭大順らとともに部下を率いて離脱し、翌年に江西省で忠王李秀成軍と合流した。その後李秀成に従って浙江省に進軍し、功績を立てて康王に封じられた。
清軍が浙江省の失地を次々と回復すると汪海洋は1864年に江西省に転戦し、侍王李世賢のもとで戦った。天京が陥落すると汪海洋は李世賢に従って福建省に入った。1865年5月、李世賢軍が大敗すると汪海洋軍は広東省鎮平に退いた。8月になって李世賢は汪海洋のもとに逃れてきたが、汪海洋は李世賢に罪に問われることを恐れて殺害してしまった。その後汪海洋は北上して捻軍と合流しようとしたが、江西省の清軍に阻まれて広東省に引き返さざるを得なかった。12月、嘉応州（現在の梅州市）を占領した。しかし左宗棠の派遣した康国器・王徳榜・劉典・高連升・鮑超・黄少春らの湘軍に包囲され、翌年に戦死した。余党は譚体元に率いられ南に逃れた。